# 三重殺
三重殺（さんじゅうさつ）は野球やソフトボールの守備における記録のひとつ。トリプルプレイ（英: triple play）とも言う。

## 概説
三重殺は、一連のプレイで3個のアウトが記録されることをいう。ここで用いる「一連」とは、「ボールが投手の手を離れてからボールデッドとなるまで」あるいは「ボールが投手の手に戻って投手が次の投球姿勢に移るまで」と定義される。すなわち、打者の打撃時のみではなく、例えば牽制球に端を発するプレイにおいても三重殺が発生しうる。ただし、3つのアウトをとる間に失策またはミスプレイがあった場合は三重殺とはされない（併殺が記録される場合はある）。公式記録には、三重殺に補殺または刺殺者として関与した選手の氏名が記録される。
打者については、併殺と三重殺の区別をせず、「併殺打」に含めて記録する。従って、「三重殺打」という記録は存在しない。打者に併殺打が記録されるケースは、三重殺においても併殺の場合と同じである（打者がゴロの打球を放ち、フォースダブルプレイまたはリバースフォースダブルプレイが行われる場合。詳細は併殺を参照のこと）。
日本では併殺を指して「ゲッツー」と呼ぶように、三重殺は「ゲッスリー」と呼ぶことがある（和製英語で、ゲット・スリー・アウトから）。

## 三重殺のパターン
ここでは過去日本プロ野球やアメリカ・メジャーリーグにおいて発生した事例を元に、発生の可能性の比較的高い三重殺のパターンについて述べる。

### フォースプレイによる場合
三重殺の中では最も発生するケースが多い。無死一・二塁もしくは満塁の場面において打者がゴロを放ち、打者以外の走者二人に進塁義務が発生する（フォースプレイ）場合に起こるパターンである。完成した場合、打者には併殺打が記録される。守備側がこのプレイの発生を期待し、打者の内野ゴロに対し、二塁走者、一塁走者もアウトにした上で打者走者もアウトにする構想の守備陣形をとることもある（いわゆる『三重殺態勢』）。
【プレイの例】
1. 無死一・二塁もしくは満塁で打者が三塁方向へゴロの打球を打ち、それを処理した三塁手が三塁に触球して、進塁義務のある二塁走者をフォースアウトにする（一死）。
2. 三塁手が二塁に送球し、二塁手が二塁を踏みながらそれを受けて、進塁義務のある一塁走者をフォースアウトにする（二死）。
3. 二塁手が一塁に送球し、一塁手が一塁を踏みながらそれを受けて、打者走者をアウトにする（三死）。

このほか、インフィールドフライが宣告されない内野の小飛球をわざとバウンドさせて捕る場合（一度グラブに当てて落球すると故意落球となり打者のみアウト）には、塁上の各走者の進塁のスタートが遅れるため、上記以外の送球パターンで三重殺が完成する可能性がある。例えば無死満塁で、本塁前に上がったバントの小飛球を捕手がわざと落としてフェアにした場合には、本塁から三塁へ、三塁から二塁（または一塁）へといった送球経路が考えうる。

### 飛球を起点とする場合
外野手が三重殺に関わる場合の多くはこのパターンである。二人以上の走者が塁上にいて打者が飛球を捕球されたことを起点とする。走者2人がアウトになるのは、一旦離塁した2人以上の走者が、帰塁する前に元の塁に送球されるか帰塁の際に触球される場合と、タッグアップにより次の塁を狙おうとした走者が触球される場合の2つがある。
【プレイの例】
1. 無死一・二塁または満塁の場面で、打者が外野に飛球を打ち上げ、外野手がこれを捕球（一死）。
2. 二塁走者が帰塁する前に、外野手が二塁をカバーした二塁手に送球し、二塁手が二塁に触球（二死）。
3. 一塁走者が帰塁する前に、二塁手が一塁に送球し、一塁手が一塁に触球（三死）。

打球の飛距離があまりに長いと三重殺成立の可能性は低くなる。よく見られるのは内野手の頭を超えそうな飛球を内野手が背走して捕球するか、あるいは外野手が大きく前進して捕球したケースである。また直前まで捕球するかどうかの判断が難しいようなプレイが絡むと、三重殺成立の可能性が高くなる。例えば1936年7月26日に、ニューヨーク・ジャイアンツがシンシナティ・レッズと対戦した試合で完成させた三重殺では、最初の捕球の際に打球を追った中堅手がボールをはじき、各走者が落球と判断して一旦スタートを切ったものの、地面に落ちそうになるボールをバックアップしていた左翼手が捕球し直してアウトにしたため、既にスタートを切っていた2人の走者は帰塁できずにアウトになった（このプレイは、三重殺の中でも1度に2人の外野手に補殺がついた珍しいプレイでもある。なお、現在のルールでは、最初に野手が打球に触れた時点で走者はスタートを切ってよい）。

### 三振が起点となる場合
無死で走者が2人以上いる場面で、ヒットエンドラン失敗などで打者が三振、その後離塁が大きくなった走者が次の塁を狙おうとして捕手からの送球でアウトになるなどのプレイがつながり、結果2人の走者がアウトとなるようなパターンである。2006年9月2日に、タンパベイ・デビルレイズがシアトル・マリナーズと対戦した試合で成功させた三重殺などがその一例である。
【プレイの例】
1. 無死一・三塁の場面で、打者が三振（一死）。
2. 捕手が二塁に送球し、それを受けた二塁手が、スタートを切っていた一塁走者に触球（二死）。
3. 二塁送球の間に三塁走者が本塁への盗塁を試みるが、二塁手が本塁に送球し、走ってきた三塁走者に捕手が触球する（三死）。

### 触球だけで成立する場合
打者走者以外の2人の走者がいずれも触球されてアウトになった後、一塁に達した打者走者が先の塁を狙って触球されるようなケースで、結果的に3つのアウトが全て触球によるものになる。打者がゴロの打球を打って一塁に到達することが前提となり、打者以外の走者が塁間に挟まれてしまう場合（挟殺プレイ）に発生しやすい。
【プレイの例】
1. 無死二・三塁で打者がゴロを打ち、内野手が三塁走者生還前に本塁送球、三塁走者が三塁・本塁間に挟まれてランダウンプレイになりアウト（一死）。
2. ランダウンプレイのために二塁走者が三塁進塁を躊躇し、帰塁もできなくなり、二塁・三塁間で挟まれタッグアウト（二死）。
3. 打者走者がこのプレイの間に一塁を廻って二塁を狙おうとしたところを、二塁送球によりタッグアウト（三死）。

### 無補殺三重殺
無補殺三重殺は三重殺を1人だけで完成させ、補殺 (assist) が記録されないパターンである。プレイが完成する頻度は完全試合に匹敵するほど低く、日本プロ野球ではパシフィック・リーグの住友平（阪急ブレーブス）の1例のみであるため、達成例のないセントラル・リーグに限り連盟表彰の対象となる。無死走者一・二塁、もしくは無死満塁の場面で、二塁周辺で遊撃手もしくは二塁手が行う可能性が最も高い。メジャーリーグでは2009年にエリック・ブラントレットが成功させた他、15度記録されている。
【プレイの例】
1. 無死走者一・二塁、もしくは無死満塁の場面で、打者がライナーの打球を打ち、二塁手または遊撃手が捕球（一死）。
2. 離塁した二塁走者が帰塁する前に、捕球した野手が二塁あるいは走者に触球（二死）。
3. 触球した野手が、そのまま二塁へ走ってきた一塁走者に触球（三死）。

無死二・三塁または満塁の場面において、三塁付近で三塁手が同様のプレイを行うことも可能だが、実際にそのプレイが完成した事例はない（満塁や二・三塁ではヒットエンドランを仕掛けるケースはほぼ無く、スクイズが試みられた場合は、三塁付近まで小飛球が飛び打者と三塁走者がアウトになるまでの間に二塁走者はまず帰塁可能であるため）。
捕手や一塁手が無補殺三重殺を完成させる場合には、普段守っている最も近い塁の付近では2つまでしかアウトが取れないため、他の塁付近まで守備位置を移動する必要がある。メジャーリーグでは、一塁手が無補殺三重殺を完成させた事例があるが、そのプレイでは、一塁手がライナーを捕球したのち、飛び出した一塁走者に触球、その後一塁手が二塁まで移動し、二塁に触球することで完成させている。

## 記録

### メジャーリーグベースボール
最初の三重殺は、1876年5月13日のニューヨーク・ミューチュアルズ対ハートフォード・ダークブルース戦で、ミューチュアルズが完成させた。無死満塁の場面で、二塁手がライナーを捕球し、飛び出した走者二人を一塁送球、二塁送球の順でアウトにした。
ポジション別の通算三重殺最多記録は以下の通り。
- 捕手 - ポップ・スナイダー（英語版）（5回）
- 一塁手 - ジェイク・ベックリー（8回）
- 二塁手 - ビッド・マクフィー（9回）
- 三塁手 - ゲーリー・ガエッティ（7回）
- 遊撃手 - ドニー・ブッシュ（9回）

三重殺打（記録上は併殺打）記録
- 4回 - ブルックス・ロビンソン
- 3回 - ジョー・スタート（英語版）、ディーコン・マグワイア（英語版）、ジョージ・シスラー

| No | 日時           | 選手名                   | 守備   | 所属                           | 対戦相手                       | 特記                     |
| -- | -------------- | ------------------------ | ------ | ------------------------------ | ------------------------------ | ------------------------ |
| 1  | 1909年7月19日  | ニール・ボール           | 遊撃手 | クリーブランド・ナップス       | ボストン・レッドソックス       |                          |
| 2  | 1920年10月10日 | ビル・ワムズガンス       | 二塁手 | クリーブランド・インディアンス | ブルックリン・ドジャース       | 1920年のワールドシリーズ |
| 3  | 1923年9月14日  | ジョージ・バーンズ       | 一塁手 | ボストン・レッドソックス       | クリーブランド・インディアンス |                          |
| 4  | 1923年10月6日  | アーニー・パジェット     | 遊撃手 | ボストン・ブレーブス           | フィラデルフィア・フィリーズ   |                          |
| 5  | 1925年5月7日   | グレン・ライト           | 遊撃手 | ピッツバーグ・パイレーツ       | セントルイス・カージナルス     |                          |
| 6  | 1927年5月30日  | ジミー・クーニー         | 遊撃手 | シカゴ・カブス                 | ピッツバーグ・パイレーツ       |                          |
| 7  | 1927年5月31日  | ジョニー・ヌーン         | 一塁手 | デトロイト・タイガース         | クリーブランド・インディアンス | 達成と同時に試合終了     |
| 8  | 1968年7月30日  | ロン・ハンセン           | 遊撃手 | ワシントン・セネタース         | クリーブランド・インディアンス |                          |
| 9  | 1992年9月20日  | ミッキー・モランディーニ | 二塁手 | フィラデルフィア・フィリーズ   | ピッツバーグ・パイレーツ       |                          |
| 10 | 1994年7月8日   | ジョン・バレンティン     | 遊撃手 | ボストン・レッドソックス       | シアトル・マリナーズ           |                          |
| 11 | 2000年5月29日  | ランディ・ベラーディ     | 二塁手 | オークランド・アスレチックス   | ニューヨーク・ヤンキース       |                          |
| 12 | 2003年8月10日  | ラファエル・ファーカル   | 遊撃手 | アトランタ・ブレーブス         | セントルイス・カージナルス     |                          |
| 13 | 2007年4月29日  | トロイ・トゥロウィツキー | 遊撃手 | コロラド・ロッキーズ           | アトランタ・ブレーブス         |                          |
| 14 | 2008年5月12日  | アズドルバル・カブレラ   | 二塁手 | クリーブランド・インディアンス | トロント・ブルージェイズ       |                          |
| 15 | 2009年8月23日  | エリック・ブラントレット | 二塁手 | フィラデルフィア・フィリーズ   | ニューヨーク・メッツ           | 達成と同時に試合終了     |

- グレン・ライトによってアウトにされた3人の中にジミー・クーニーがおり、ジミー・クーニーは達成者と被害者の両方を経験している。
- ジョニー・ヌーンは前日達成したジミー・クーニーに関する記事を読み、そこでアイディアを得て、あえて無補殺三重殺を狙ったと伝えられている[5]。逆に、ミッキー・モランディーニは自分の達成した記録の重要性を理解せず、記録を達成したボールをマウンドに放ってベンチに戻ってきた[6]。
- ランディ・ベラーディは公式戦で無補殺三重殺を達成する以前に、オープン戦で達成した事があった。
- 上記の記録以前に1878年5月8日にポール・ハインズ（プロヴィデンス・グレイス）が無補殺三重殺を記録していたとされる場合もある。ただし、近年の研究では補殺1の三重殺であったという説が有力視されている。もし無補殺三重殺であれば、メジャー初の無補殺三重殺であると同時に、メジャーリーグで唯一の外野手による無補殺三重殺であったことにもなる。
- 2016年4月22日、ホワイトソックスがレンジャーズ戦でメジャー史上初の「右翼手→一塁手→捕手→遊撃手→捕手→三塁手」のトリプルプレーを記録した[7][8]。

### 日本プロ野球
日本プロ野球においては、無補殺三重殺は一例のみ記録されている。1967年7月30日、阪急ブレーブス対東京オリオンズ戦の2回裏、無死一・二塁において阪急の住友平二塁手が達成した。
1. 打者大塚弥寿男のライナーを捕球し、打者の大塚をアウト（一死）。
2. そのまま二塁を踏んで、飛び出した二塁走者前田益穂をアウト（二死）。
3. 二塁付近まで来ていた一塁走者篠原良昭に触球し、一塁走者の篠原をアウト（三死）。

2015年3月8日のオリックス・バファローズ対埼玉西武ライオンズ戦（オープン戦）で、無死満塁で三重殺の成立と得点1が記録される珍しい事が起こった。5回表無死満塁、西武の栗山巧はセカンドゴロ（一死）、この間に三塁走者の炭谷銀仁朗がホームインする。一塁走者の秋山翔吾は一・二塁間のランダウンプレイでアウト（二死）。この間に二塁走者の金子侑司は本塁を狙うが本塁でタッグアウト（三死）となった。
同一日に三重殺と完全試合が成立したことが2回ある。1度目は1957年8月21日に南海が4回に近鉄に対して三重殺を成立、国鉄の金田正一が中日に対して完全試合を達成した例。2度目はその65年後、2022年4月10日に西武が5回にソフトバンクに対して三重殺を成立、ロッテの佐々木朗希がオリックスに対して完全試合を達成した例である。
なお、2000年から2022年4月10日までにNPBで計15回の三重殺が記録されているが、その内7回が西武である。

### 高校野球
春の甲子園である選抜高等学校野球大会では1度、夏の甲子園である全国高校野球選手権大会では9度「三重殺」が達成されている。

### 韓国プロ野球
韓国プロ野球においては、無補殺三重殺は一例のみ記録されている。2007年6月13日、起亜タイガース対三星ライオンズ戦の5回裏、無死一・二塁において起亜の孫智煥二塁手が達成した。
1. 打者朴鎮萬のライナーを捕って、打者をアウト（一死）。
2. そのまま二塁を踏んで、飛び出した二塁走者梁埈赫をアウト（二死）。
3. 戻ろうとした一塁走者沈正洙に触球し、一塁走者をアウト（三死）。

### キューバプロ野球
キューバ国内リーグ"リーガ・クバーナ・デ・ベイスボル"においては、1918年12月2日にメリト・アコスタ中堅手が8回の無死満塁からメジャーリーグや日本プロ野球でも前例が無いとされる、外野手としての無補殺三重殺を記録。
1. 打者のライナーを捕って、打者をアウト（一死）。
2. 走って二塁を踏んで、飛び出した二塁走者をアウト（二死）。
3. 戻ろうとした一塁走者に触球し、一塁走者をアウト（三死）。

## 実例

### 隠し球による三重殺
1929年4月30日のシカゴ・ホワイトソックス対クリーブランド・インディアンス戦の7回表、無死一・二塁からインディアンスの打者が打ったゴロを遊撃手が処理し、一塁送球する間に、二塁走者が一気に本塁を狙った。打者走者が一塁でアウトになった後、本塁を狙った走者は三塁・本塁間に挟まれ、三塁手が触球して2つ目のアウトを取った。この後ホワイトソックスのウィリー・カム三塁手は自分のグラブにボールを隠したまま、ランダウンプレイの間に三塁に達していた別の走者の離塁を窺い、塁を離れた所を触球して3つ目のアウトを取った。

### 「四重殺」
1962年7月12日、南海ホークス対東映フライヤーズ戦の1回裏、無死満塁で東映が記録した。
1. 打者のケント・ハドリが外野飛球を打ちアウト。（一死）。
2. 三塁走者の大沢啓二はタッチアップして本塁へ。二塁走者のバディ・ピート、一塁走者の野村克也もタッチアップを試みるが、両者とも触球されてアウト。（二死、三死）。
3. その後、大沢のスタートが早かったとの守備側のアピールが認められ、大沢もアウト（第3アウトの置き換え）。

以上により形式的には「四重殺」が成立した。公式記録上は三重殺である（第3アウトの置き換えにより、大沢が第3アウトとなり野村には残塁が記録されたため）。
なお、このケースで守備側がアピールを怠っていれば、大沢の得点が認められ、いわゆる「ルールブックの盲点の1点」が入っていたことになる。

### 最も多くの野手が参加した三重殺
1969年8月29日にアトランタ・フルトン・カウンティ・スタジアムで行われたアトランタ・ブレーブス対シカゴ・カブス戦の1回表、無死二・三塁からの三重殺は、ブレーブスの7人の野手が参加した。一塁へのゴロで打者のビリー・ウィリアムズがアウトになった後、飛び出した三塁走者のランダウンプレイに投手、捕手と、オーランド・セペタ一塁手を除く残りの内野手の計5人が参加、3人目のアウトはリコ・カーティ左翼手が二塁手から受けたボールで走者にタッチし三重殺を完成させた。プレイシーケンスは、「3*-6-2-5-1-4*-7*」である。

### 1試合で二度の三重殺
1990年7月17日のボストン・レッドソックス対ミネソタ・ツインズ戦で、ツインズは1試合で三重殺を2度完成させた。1度目は4回裏の無死満塁の場面で、ゴロを捌いた三塁手が三塁を踏み二塁へ送球、続いて一塁へ送球して「5-4-3」の三重殺が完成。2度目は8回裏の走者一・二塁の場面で、同様に「5-4-3」で完成した。試合は三重殺を2度喫したレッドソックスが1対0で勝った。現在分かっている中で、1試合2度の三重殺はMLBの中でもこの試合のみである。この時の守備は三塁手がゲイリー・ガイエティ、二塁手がアル・ニューマン、一塁手がケント・ハーベックであった。
日本プロ野球では、1951年6月29日の大映対毎日戦で、大映が2度の三重殺を記録している。1回裏に毎日は無死一・二塁のとき、打者三宅宅三が二塁ライナー、二塁手酒沢政夫から遊撃手山田潔、一塁手伊賀上良平とわたって三重殺成立、次に延長10回裏に無死一・二塁で打者別当薫が遊撃ライナー、遊撃手･山田→二塁手･酒沢→一塁手･伊賀上とわたってこの試合2度目の三重殺が成立した。